# Plectreurys vaquera
Espèce
Plectreurys vaquera est une espèce d'araignées aranéomorphes de la famille des Plectreuridae.

## Distribution
Cette espèce est endémique du Tamaulipas au Mexique,. Elle a été découverte dans les monts San Carlos.

## Description
La femelle holotype mesure 8,4 mm.

## Publication originale
- Gertsch, 1958 : The spider family Plectreuridae. American Museum Novitates, no 1920, p. 1-53 (texte intégral).